# Hischam II.

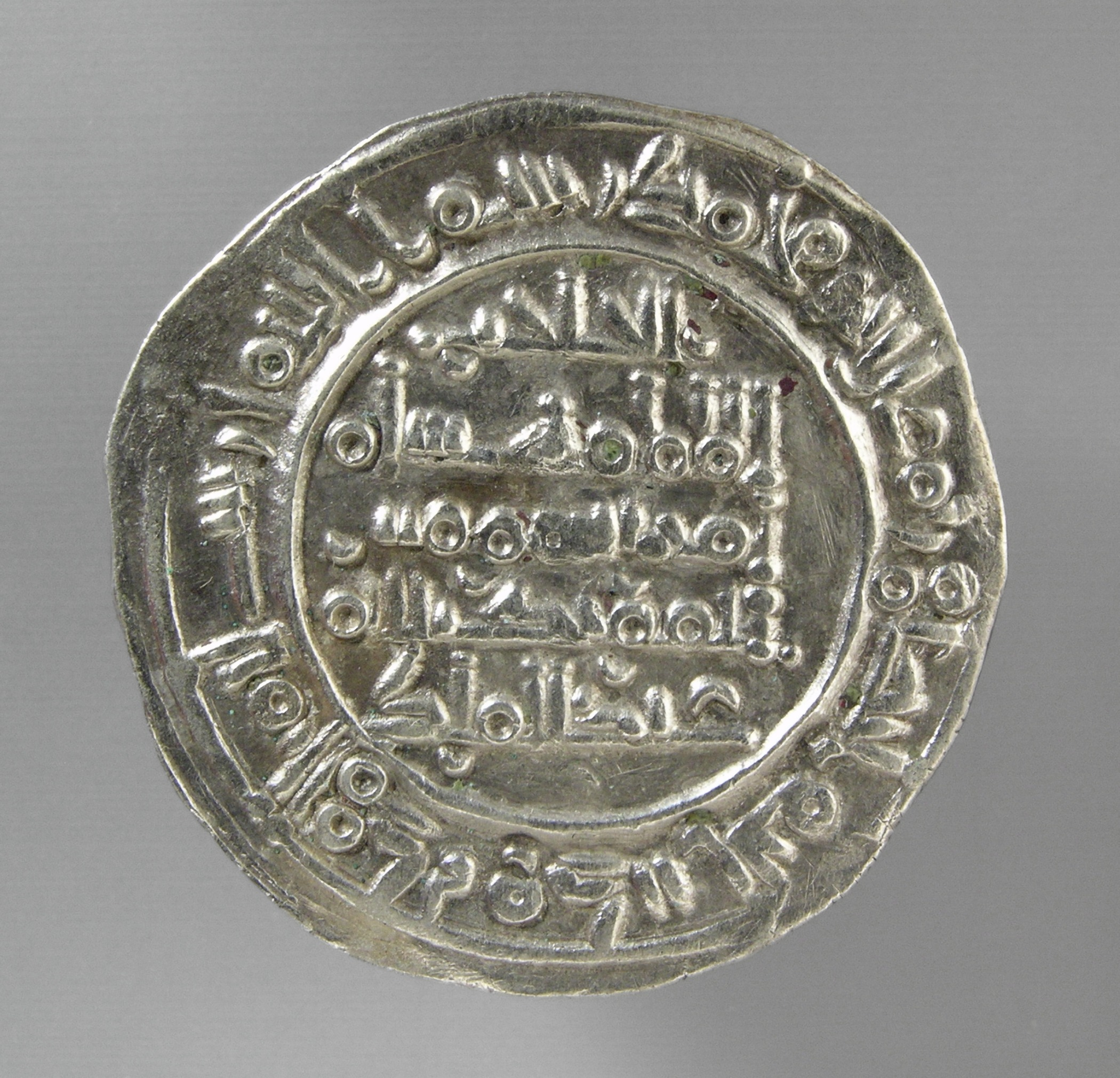
Dirham aus der Zeit Hischams II. (1002)

Abu l-Walid Hischam II. al-Mu'ayyad bi-llah (arabisch أبو الوليد هشام المؤيد بالله, DMG Abū l-Walīd Hišām al-Muʾaiyad bi-llāh; * 966; † 19. April 1013) war der dritte Kalif von Córdoba (976–1009; 1010–1013).

## Leben
Hischam II. wurde 976, im Alter von 10 Jahren, Nachfolger seines Vaters al-Hakam II. im Kalifat von Córdoba. Für ihn übten seine Mutter Subh und Dschafar al-Mushafi, der erste Minister, die Regentschaft aus. Mit General Ghalib und Almansor (Abi Amir al-Mansur) wurde verhindert, dass die Eunuchen einen Bruder von al-Hakam II. auf den Thron setzten. Subh förderte Almansor und bestimmte ihn zum Kämmerer des Kalifats. Bis 978 hatte Almansor sich auch gegenüber General Ghalib durchgesetzt und die absolute Macht errungen. Hischam II. wurde von der Regierung verdrängt und hatte keinen Einfluss auf die Politik. 997 musste er Almansor sogar offiziell die alleinige Regierung übertragen. Unter Almansor erreichte das Kalifat seine größte Ausdehnung und seine größten Erfolge über die christlichen Reiche.
Nach dem Tod von Almansor (1002) kam dessen Sohn Abd al-Malik (1002–1008) an die Macht, der mit erfolgreichen Feldzügen gegen Navarra und Barcelona seine Stellung im Reich festigte, aber durch Abd ar-Rahman Sanchuelo (1008–1009) ermordet wurde. Als dieser 1009 durch einen Volksaufstand unter Muhammad II. al-Mahdi gestürzt wurde, setzten die Aufständischen auch Hischam II. ab. Unter Muhammad II. al-Mahdi und Sulaiman al-Mustain wurde Hischam II. in Córdoba eingekerkert.
Nachdem sich die umayyadischen Kalifen Muhammad II. al-Mahdi (1009) und Sulaiman al-Mustain (1009–1010) sowie erneut Muhammad II. (1010) bei den Kämpfen zwischen Truppen der Berber und Araber sowie christlicher Söldnertruppen schnell abgewechselt hatten, setzten die Sklaventruppen unter al-Wahdid Hischam II. erneut als Kalifen ein (1010–1013).
Hischam II. stand nun aber unter dem beherrschenden Einfluss von al-Wahdid. Al-Wahdid gelang es aber nicht, die Berbertruppen unter seine Kontrolle zu bekommen. Da diese weiter Sulaiman als Kalifen unterstützten, dauerten die Kämpfe um Córdoba an. Als den Berbern 1013 erneut die Eroberung der Stadt gelang, kam es erneut zu schweren Plünderungen und Zerstörungen. Das weitere Schicksal von Hischam II. ist unsicher. Er soll am 19. April 1013 von den Berbern getötet worden sein. Als Kalif setzte sich erneut Sulaiman al-Mustain (1013–1016) durch.
Wie sein Vater al-Hakam II. hatte auch Hischam einen männlichen Harem.